# Râul Valea Uliului
Râul Valea Uliului este un curs de apă, afluent al râului Cetea.

## Hărți
- Harta Munții Apuseni
- Harta județului Bihor